# Miquel Guillamón Casanovas
Miquel Guillamón i Casanovas (Olesa de Montserrat, 9 de febrer de 1928) és un poeta català conegut per la seva trajectòria poètica però també artística i com a compositor de sardanes. Va viure la infantesa al carrer de l'Església número 8 i va anar a escola fins als 14 anys, moment que va anar a viure dos anys a una masia de Vilada (Berguedà) fugint de la misèria de la Guerra Civil espanyola. Amb 16 anys va tornar a Olesa de Montserrat com aprenent de fuster a la fàbrica de Ca l'Isart de la mateixa localitat i passant a ser treballador fins que es va jubilar. Va encetar la seva faceta de poeta amb la jubilació, als 53 anys, i porta 40 creant goigs, sardanes i poesies. L'any 2006 va rebre el primer premi dels Jocs Florals i també ha guanyat premis al Concurs de Poesia que organitza l'Associació de Voluntaris d'Olesa (AVO), per l'obra "Record per un company", dedicada a l'historiador olesà Josep Maria Sibina mort el 2016 i que era íntim amic del poeta. El 9 de juny del 2021 se li va fer un acte d’homenatge a la Casa de la Vila.

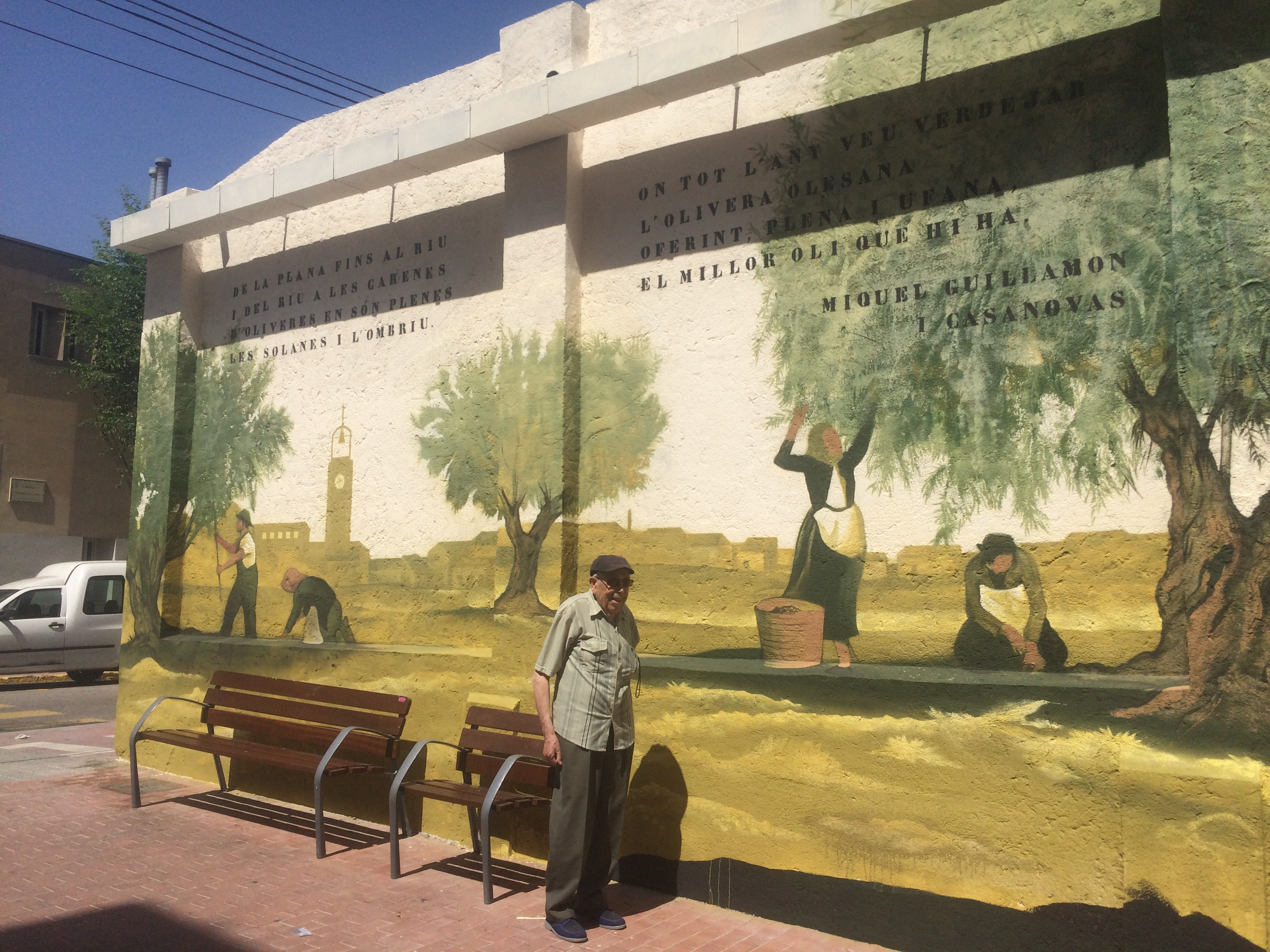
Fotografia de Miquel Guillamón Casanovas a la façana del Molí d'Oli d'Olesa de Montserrat on hi ha escrit un vers seu.

## Obres

### Poesies
- La meva neta

### Obres escrites per a sardanes[2]
- A l'hereu de Can Tobella
- El Casal d'Olesa
- El nostre poble
- L'Escola d'Arts i Oficis
- L'estació del Nord
- La font d'en Roure
- La plaça de les Fonts
- La premsa nova
- Olesa a Sant Salvador
- Olesa estimada
- Vila d'Abrera

### Obres compostes per a sardanes[3]
- El nostre poble[4]
- La minera olesana[5]
- La premsa nova[6]

### Publicacions editorials
- El meu carrer
- L'aigua. Patrimoni d'Olesa de Montserrat. Itineraris poètics. Volum 1, juntament amb Joan Soler i Gironès i editat per la Comunitat Minera Olesana.[7][8]
- L'aigua. Patrimoni d'Olesa de Montserrat. Itineraris poètics. Volum 2, juntament amb Joan Soler i Gironès i editat per la Comunitat Minera Olesana.[7]